# دومينيك باراتيلي
دومينيك باراتيلي (بالفرنسية: Dominique Baratelli)‏ مواليد 26 ديسمبر 1947 في نيس، هو لاعب كرة قدم فرنسي دولي سابق كان يلعب كحارس مرمى. اعتزل اللعب عام 1985 مع باريس سان جيرمان. سبق له أن لعب في كأس العالم لكرة القدم مع منتخب بلاده. بدأ مسيرته الرياضية عام 1967 مع نادي أجاكسيو. لعب خلال مسيرته 593 مباراة سجل خلالها 0 أهداف.

## المسيرة الاحترافية

### أندية لعب لها
- نادي أجاكسيو
- نادي نيس
- باريس سان جيرمان

## روابط خارجية
- دومينيك باراتيلي على موقع قاعدة بيانات كرة القدم.إي يو (الإنجليزية)
- دومينيك باراتيلي على موقع ليكيب (الفرنسية)
- دومينيك باراتيلي على موقع ناشيونال فوتبول تيمز (الإنجليزية)
- دومينيك باراتيلي على موقع عالم كرة القدم.نت (الإنجليزية)